# ریبنه
ریبنه (به لاتین: Rybné) یک منطقهٔ مسکونی در جمهوری چک است که در ناحیه ییهلاوا واقع شده‌است. ریبنه ۵٫۴۸ کیلومتر مربع مساحت و ۱۲۹ نفر جمعیت دارد و ۵۶۵ متر بالاتر از سطح دریا واقع شده‌است.